# Abutilon endlichii
Abutilon endlichii är en malvaväxtart som beskrevs av Ulbrich. Abutilon endlichii ingår i släktet klockmalvor, och familjen malvaväxter. Inga underarter finns listade i Catalogue of Life.